# Cuphea bolivariensis
Cuphea bolivariensis är en fackelblomsväxtart som beskrevs av A. Lourteig. Cuphea bolivariensis ingår i släktet blossblommor, och familjen fackelblomsväxter. Inga underarter finns listade i Catalogue of Life.